# Ашшур-нацир-апал I
Ашшур-нацир-апал I (аккад. Ашшур-нацир-апал, букв. «Ашшур — защитник наследника») — царь Ассирии приблизительно в 1050—1031 годах до н. э.
Ашшур-нацир-апал I, сын и наследник Шамши-Адада IV, правил в трудный период ассирийской истории, отмеченный голодом и войной с кочевниками арамеями. От его правления сохранилось только две надписи.
В начале своего царствования Ашшур-нацир-апал I, видимо, страдал какой-то тяжелой болезнью: в своей молитве к богине Иштар он вопрошал, мало ли он восстановил разрушенных храмов и водрузил сваленных изображений богов, что так наказан плохим состоянием здоровья. Чтобы получать расположение богини Иштар, он приказал изготовить для неё в Ниневии роскошное брачное ложе для празднования церемонии священного брака.
Дальнейшее правление Ашшур-нацир-апала I, кажется, протекало для него более благоприятно. Во второй надписи есть не описанное в подробностях изъявление благодарности Иштар за успешные действия.
О походах и другой деятельности Ашшур-нацир-апала I никаких текстов не сохранилось. Согласно «Ассирийскому царскому списку», он правил 19 лет. Следующим правителем Ассирии стал его сын Салманасар II.